# Oblast Wolynië
De oblast Wolynië (Oekraïens: Волинська область, Volyns’ka oblast’) (ook: Volhynië) is een oblast in het uiterste noordwesten van Oekraïne, tegen de grens van Polen en Wit-Rusland. De hoofdstad is Loetsk en de oblast heeft 1.027.397 inwoners (2021).

## Geografie
De oblast is onderverdeeld in vier rajons.
Hoofdstad Loetsk is de grootste stad in de oblast. Andere grote steden zijn Kovel, Volodymyr en Novovolynsk. Kovel is de meest westelijk gelegen stad en het laatste station in Oekraïne aan de spoorlijn van Kiev naar Warschau.
Het zuiden is onderdeel van het Wolynisch-Podolisch Plateau, terwijl het noorden tot het laagland van Polesië behoort. Hier bevinden zich de Pripjatmoerassen met in het uiterste noordwesten de bron van de rivier de Pripjat.

## Geschiedenis
De oblast behoort tot de gelijknamige historische regio Wolynië, dat naast de oblast Wolynië ook delen van de huidige oblasten Rivne, Chmelnytsky en Zjytomyr omvat.

## Demografie

#### Bevolking
Op 1 januari 2017 telde de oblast Wolynië 1.040.954 inwoners, waarvan 544.552 in steden en 496.402 in dorpen op het platteland. De urbanisatiegraad is vrij laag en bedroeg in dat jaar 52,31 procent van de bevolking.
De oblast telde een vrouwenoverschot: 548.475 vrouwen tegen 489.751 mannen. De geslachtsverhouding bedraagt dus 1.120 vrouwen per 1.000 mannen. De belangrijkste reden hiervoor is de veel lagere levensverwachting onder mannen (66 jaar) vergeleken met vrouwen (77 jaar).

#### Demografische ontwikkelingen
De demografische situatie in de oblast Wolynië is iets gunstiger vergeleken de rest van Oekraïne. Met 13.033 geboortes tegenover 13.492 sterftes heeft oblast Wolynië echter te kampen met een negatieve natuurlijke bevolkingsaanwas. Het geboortecijfer bedraagt 12,5‰ (tegenover het landelijke gemiddelde van 10,3‰), terwijl het sterftecijfer 13,0‰ bedraagt (tegenover het landelijke gemiddelde van 14,7‰).
Het vruchtbaarheidscijfer is hoger dan in de rest van Oekraïne. Een vrouw in Wolynië krijgt gemiddeld 1,73 kinderen. Vrouwen op het platteland krijgen gemiddeld 1,98 kinderen, terwijl vrouwen in steden gemiddeld 1,51 kinderen krijgen. 

#### Leeftijdsopbouw
De bevolking van de oblast Wolynië is relatief jong vergeleken met de rest van Oekraïne. In totaal zijn er 205.167 inwoners tussen de 0 en 14 jaar oud, 698.819 inwoners zijn tussen de 15 en 64 jaar oud en 134.240 inwoners zijn 65 jaar of ouder.
De gemiddelde leeftijd van de bevolking bedraagt 38 jaar: de mannelijke bevolking is gemiddeld 35 jaar oud, terwijl de vrouwelijke bevolking 40 jaar oud is.